# Serafín García Muñoz
Serafín García Muñoz (Villafranca, 17 de octubre de 1936) es un exfutbolista y exentrenador español. Jugaba de delantero y su primer club fue el CA Osasuna.

## Carrera
Comenzó su carrera en 1956 jugando para el CA Osasuna. Jugó para el club hasta 1958. En ese año se fue al Barakaldo CF, en donde estuvo hasta 1959. En ese año Serafín se pasó al Deportivo de La Coruña, estando allí hasta 1960. Ese año se fue al Levante UD, en donde estuvo hasta 1965, cuando en ese año se pasó al FC Barcelona. En ese club estuvo hasta 1966. En ese año se pasó al Real Murcia, en donde estuvo jugando hasta 1968. En 1969 regresó al CA Osasuna, en donde jugó hasta 1970 retirándose del fútbol definitivamente.

## Clubes
| Club                   | País   | Año       |
| ---------------------- | ------ | --------- |
| CA Osasuna             | España | 1956-1958 |
| Barakaldo CF           | España | 1958-1959 |
| Deportivo de La Coruña | España | 1959-1960 |
| Levante UD             | España | 1960-1965 |
| FC Barcelona           | España | 1965-1966 |
| Real Murcia            | España | 1966-1968 |
| CA Osasuna             | España | 1969-1970 |